# Równoważnik dawki pochłoniętej
Dawka równoważna (ang. Equivalent dose) – pojęcie pochodne od dawki pochłoniętej, uwzględnia wpływ rodzaju promieniowania jonizującego na skutki biologiczne zachodzące w tkance lub organie przez wprowadzenie współczynnika wagowego promieniowania jonizującego. Jednostką dawki równoważnej jest siwert (Sv).
{\displaystyle H_{T}=\sum _{R}w_{R}D_{T,R\,},}
gdzie:
{\displaystyle H_{T}} – dawka równoważna (Sv) zaabsorbowana w tkance lub organie;
{\displaystyle w_{R}} – współczynnik wagowy promieniowania jonizującego {\displaystyle R;}
{\displaystyle D_{T,R}} – średnia dawka pochłonięta promieniowania jonizującego {\displaystyle R} przez tkankę lub organ {\displaystyle T.}